# Белгийска бира
В Белгия се произвеждат над 800 различни марки бира (етикетирани – около 300), някои от които с над 400-500-годишна история. В миналото в Белгия броят на пивоварните не отстъпвал на броя на църквите. Всяка пивоварна произвеждала собствен вид бира, с водоизточник и собствен пивовар. Един белгийски политик описва по следния начин социалната роля на бирата в Белгия: „Любителят на виното говори с чашата, а любителят на бирата – със съседите си“. Белгийската бира нееднократно печели престижни международни награди.
Традиционната белгийска бира е плътна и силна – от 6 % до 12 % об., често със сладък плодов привкус, тъй като освен обичайните съставки, в белгийската бира често добавят ориз, захар, мед, плодове и др.

## История
Белгийското пивоварство има над 1000-годишна история. То се появява едновременно с пристигането на римските легионери в страната. В края на първото – началото на второто хилядолетие, с началото на кръстоносните походи и пренасянето на производството зад стените на манастирите, местното пивоварство преживява истински технологичен бум. Белгийските монаси създават огромно разнообразие от бирени стилове, сред които трябва да се отбележи т.н. абатска бира, както и варената в трапистките абатства – трапистка бира, които се правят и до днес по стари манастирски рецепти.
В Белгия е основана и се намира седалището на най-голямата международна пивоварна компания – Anheuser-Busch InBev (първоначално белгийската компания Interbrew, от 2004 г. – белгийско-бразилската InBev, която през юли 2008 г. се обединява с американската Anheuser-Busch).

## Видове белгийска бира
Според технологията най-много видове бира се произвеждат по метода на долната ферментация, като най-разпространени в наши дни са многочислените светли лагери, наброяващи около 100 различни марки и съставляващи около 3/4 от общия обем на производството, като най-известни сред тях са Stella Artois и Jupiler.
Но своята международна известност и признание белгийската бира дължи най-вече на бирите в стиловете ейл и ламбик. Първите се произвеждат по метода на горната ферментация, а вторите ферментират спонтанно с помощта на диви дрожди, които виреят само в района на белгийската столица.

## Ламбик
Ламбик е белгийска бира, тип ейл, която се прави само в района на Брюксел, чрез спонтанна ферментация с диви дрожди, които виреят само там. Ферментацията протича в бъчви, които са използвани за отлежаване на вино. Тази бира е изключително ароматна. Според класификациите на стиловете бира, ламбик спада към типа „Кисел ейл“ (Sour Ale). Лабиците се подразделят на няколко вида:
Чист (несмесен) ламбик
Чист (несмесен) ламбик (Straight (Unblended) Lambic) е бира от една партида, без последващо смесване. Обикновено се пие отлежал около 6 месеца. На цвят е бледожълт до тъмнозлатист. В процеса на отлежаването бирата потъмнява. Бирата е газирана. Младите ламбици имат кисел вкус, който при отлежалите добива плодов привкус на ябълка, грейпфрут и мед. Хмелната горчивина е слаба или напълно отсъства. Има мек дъбов и/или цитрусов аромат. Алкохолното съдържание е 5 – 6,5 %. Типични търговски марки от този вид са: Cantillon Grand Cru Bruocsella, Boon, De Cam, Cantillon, Drei Fonteinen, Lindemans и Girardin;
Гьоз
Гьоз (Gueuze) традиционно се произвежда чрез смесване на 1, 2 и 3–годишни ламбици. Цветът е златист. Вкусът е плодов, с нюанси на мед, ванилия и дъб. Няма хмелна горчивина. Ароматът е мек, плодов с нюанси на цитруси и мед. Алкохолното съдържание е 5 – 8 %. Типични търговски марки са: Boon Oude Gueuze, Boon Oude Gueuze Marriage Parfait, De Cam Gueuze, De Cam / Drei Fonteinen Millennium Gueuze, Drei Fonteinen Oud Gueuze, Cantillon Gueuze, Hanssens Gueuze, Lindemans Gueuze Cuvee Rene, Girardin Gueuze (Black Label), Mort Subite (нефилтриран) Gueuze, Oud Beersel Oude Gueuze;
Плодов ламбик
Плодов ламбик (Fruit Lambic) е ламбик на плодова основа, който най-често се прави, както и гьоз, чрез смесване на 1, 2 и 3–годишни ламбици. Плодовете се добавят по средата на отлежаването и дрождите извличат всички захари от плодовета. Плодовете могат да бъдат добавени в некупажиран ламбик. Най-разпространените видове плодови ламбици са крик (kriek, вишни), фрамбоаз (framboise, малина) и дрювенламбик (от грозде мускат). Видът на плодовете обикновено определя цвета на ламбика. Бирата е газирана. Доминира вкусът и ароматът на добавените плодове. При младата бира плодовият вкус е подчертан, който в процеса на отлежаване отслабва. Усеща се мек ванилен и/или дъбов привкус. Хмелна горчивина липсва. Плодовите ламбици не са подходящи за дълго отлежаване. Алкохолното съдържание е 5 – 7 %. Типични търговски марки са: Boon Framboise Marriage Parfait, Boon Kriek Marriage Parfait, Boon Oude Kriek, Cantillon Fou Fonne (кайсия), Cantillon Kriek, Cantillon Lou Pepe Kriek, Cantillon Lou Pepe Framboise, Cantillon Rose de Gambrinus, Cantillon St. Lamvinus (мерло), Cantillon Vigneronne (мускат), De Cam Oude Kriek, Drie Fonteinen Kriek, Girardin Kriek, Hanssens Oude Kriek, Oud Beersel Kriek.
Фаро
Фаро (Faro) в миналото е подсладена бира с ниско съдържание на алкохол, направена от смес от ламбик и много по-лека, прясно сварена бира (наречена meertsbier, която не било задължително да бъде ламбик), към която добавяли кафява захар (понякога карамел, меласа или билки). Захарта се добавяла преди сервиране и бирата не е имала възможност да ферментира допълнително. Използването на лека бира (или дори вода) и на нестандартен ламбик в обща смес водело да получаването на евтина, лека и сладка бира за ежедневна употреба. Съвременните Фаро бири все още се характеризират с използването на кафява захар и ламбик (но не само светъл), но използването на meertsbier е изчезнало, поради което на тях вече не се гледа като на евтини или само светли бири. Съвременната Фаро е бутилирана, подсладена и пастьоризирана, за да се предотврати повторната ферментация в бутилката, с алкохолно съдържание: 4 – 5,5 %. Типични търговски марки са: Cantillon, Boon, Lindemans, Mort Subite.

## Уит бира
Уит бира (Witbier, Bière blanche), в превод Бяла бира, известна и като Белгийска бяла пшенична бира е традиционна белгийска бира, тип ейл, приготвена на основата на пшеница и ечемичен малц, със съдържание на алкохол от 4,5 до 5,5 об. %. Тази бира има над 600-годишна история и се вари в Хугарден, Фландрия от 1318 г. През 1956 г. поради намаленото търсене на този вид бира е затворена и последната пивоварна. През 1965 г. известният белгийски пивовар Пиер Селис основава собствена пивоварна в Хугарден, наречена „Brouwerij Celis“, и през март 1966 г. пуска на пазара традиционната белгийска бяла бира с марката „Hoegaarden“. През 1980 г. компанията се мести в нови помещения и се преименува на „Brouwerij de Kluis“. През 1985 г. сградата на пивоварната изгаря при пожар и средства за възстановяването дава най-голямата белгийска пивоварна компания „Interbrew“, която впоследствие придобива и самата търговска марка. За производството на белгийската бяла бира се използват около 50 % непокълнала (немалцувана) пшеница и 50% светъл ечемичен малц (обикновено пилзенски малц). В някои версии се използва и до 5 – 10 % овес. Подправките във вид на настърган кориандър и кори от кюрасао, а понякога и кори от сладък портокал, придават сладък аромат. Като подправки се ползват и лайка, кимион, канела, райски зърна и др., които придават комплексност във вкуса и аромата, но те са по незабележими. Цветът варира от светлосламен да светлозлатист. Бирата е нефилтрирана и мътна (което и придава млечен жълто-бял вид, и образува плътна бяла пяна). Вкусът е сладък, пикантен, ароматът – богат и плодов – с нотки на портокал, цитруси, кориандър, мед, ванилия и подправки. Алкохолно съдържание: 4,5 – 5,5 %. Типични търговски марки са: Hoegaarden Wit, Vuuve 5, Blanche de Bruges, Blanche de Bruxelles, Brugs Tarwebier, Sterkens White Ale, Celis White (понастоящем се произвежда в Мичиган, САЩ), Blanche de Brooklyn, Great Lakes Holy Moses, Unibroue Blanche de Chambly, Blue Moon Belgian White.

## Белгийски пейл ейл
Белгийски пейл ейл (Belgian Pale Ale). Произвежда се от средата на 18 век, като най-добрите представители на този вид са подобрени след Втората световна война с определено британско влияние, относно използваните сортове хмел и щамове дрожди. Най-разпространен и във фламандските провинции Антверпен и Брабант. В производството се използват пилзнер или пейл ейл малцове, и виенски и мюнхенски малц за цвят, пълнота на вкуса и сложност, както и благороден хмел от сортовете Styrian Goldings, East Kent Goldings или Fuggles. В някои версии се влага и течна захар кенди. Цветът е кехлибарено златист до медено червен. Много добра прозрачност. Образува кремообразна, но нетрайна бяла пяна. Отличава се със забележим малцов аромат с умерени плодови нюанси и слаб аромат на хмел, както и с умерен свеж плодов вкус, с портокалови и крушови нотки. Алкохолно съдържание: 4,8 – 5,5 %. Типични търговски марки са: De Koninck, Speciale Palm, Dobble Palm, Ginder Ale, Op-Ale, Vieux-Temps, Brewer's Art House Pale Ale, Ommegang Rare Vos.

## Белгийски специален ейл
Белгийски специален ейл (Belgian Specialty Ale) е стил белгийски ейл, обикновено от малки, независими пивоварни. Това е универсална категория за всеки тип белгийска бира, която не може да бъде включена в останалите категории белгийска бира. В нея се включват специфични, особени бири (напр. Orval, La Chouffe); бири нямащи собствена категория (напр. барлиуайн в белгийски стил, трапистките ейлове Enkel и Quadrupel, белгийските коледни бири с подправки); или експериментални уникални бири, отклоняващи се от стандартите на определена категория (напр. белгийски силен златист ейл с подправки). Съставът може да включва билки и подправки, необичайни зърно или малц, добавки като течна захар канди и мед, белгийски дрожди като Brettanomyces или Lactobacillus, необичайни технологии и купажиране. Предвид на това и цветовите, вкусовите и ароматните характеристики, както и алкохолното съдържание варират и не могат да бъдат определени в точни граници. Типични търговски марки са: Orval; De Dolle's Arabier, Oerbier, Boskeun и Still Nacht; La Chouffe, McChouffe, Chouffe Bok и N'ice Chouffe; Ellezelloise Hercule Stout и Quintine Amber; Unibroue Ephemere, Maudit, Don de Dieu; Minty; Zatte Bie; Caracole Amber, Saxo и Nostradomus; Silenrieu Sara и Joseph; Fantome Black Ghost и Speciale Noel; St.Fullien Noel; Gouden Carolus Noel; Affligem Noel; Guldenburg и Pere Noel; De Ranke XX Bitter; Bush (Scaldis); Grottenbier; La Trappe Quadrupel; Weyerbacher QUAD; Biere de Miel; Verboden Vrucht; New Belgium 1554 Black Al; Cantillon Iris и мн. др.

## Фландърски червен ейл
Фландърски червен ейл (Flanders Red Ale). Фландърският червен ейл е белгийски кисел ейл. Произхожда от Западна Фландрия, типичен образец е бирата на пивоварната „Rodenbach“. Бирата отлежава до две години в дъбови бъчви. Често се практикува смесване на отлежала с по-млада бира. Този ейл е известен и като „белгийско бургундско“, тъй като наподобява червено вино. Червеният цвят се дължи на малца и продължителното отлежаване. Фландърският червен ейл има богат плодов вкус и аромат на черни череши, портокали, сливи и червен касис, с нотки на ванилия и/или шоколад. Прави се от виенски и мюнхенски малц и малко количество специален малц съдържащ до 20 % царевица или други зърнени култури. Обикновено се използва континентален или британски хмел. Дрождените култури Saccharomyces, Lactobacillus и Brettanomyces, както и оцетнокисели бактерии участват във ферментацията и постигането на окончателния вкус. Алкохолното съдържание е 5 – 5,5 %. Типични търговски марки от този вид са: Rodenbach Klassiek, Rodenbach Grand Cru, Bellegems Bruin, Duchesse de Bourgogne, New Belgium La Folie, Petrus Oud Bruin, Southampton Publick House Flanders Red Ale, Verhaege Vichtenaar.

## Фландърски кафяв ейл
Фландърски кафяв ейл (Flanders Brown Ale/Oud Bruin). Фландърският кафяв ейл е белгийски кисел ейл. Произхожда от Източна Фландрия, типичен образец е бирата на пивоварната „Liefman“. Отличава се с продължително отлежаване, но не в дъбови бъчви, и смесване на отлежали и по млади партиди. Цветът е червенокафяв до кафяв. Вкусът е малцов с плодова привкус и нотки на карамел. Ароматът е богат и плодов с нотки на стафиди, сушени сини сливи, смокини, фурми, черни череши и сини сливи. Прави се от пилзенски малц и малко количество черен или препечен малц. Обикновено се използва континентален или британски хмел. Дрождените култури Saccharomyces и Lactobacillus, както и оцетнокисели батктерии участват във ферментацията и постигането на окончателния вкус. Алкохолното съдържание е 4 – 8 %. Типични търговски марки от този вид са: Liefman's Goudenband, Liefman's Odnar, Liefman's Oud Bruin, Ichtegem Old Brown.

## Белгийски блонд ейл
Белгийски блонд ейл (Belgian Blond Ale) е стил силен светъл ейл. Той е сравнително нова разработка на белгийските пивовари с цел привличане на потребителите на европейския пилзнер и през последните десетилетия става все по-популярен на световния пазар. По алкохолно съдържание прилича на дубъл, по характер на белгийския силен златен ейл и на трипел, но е по-сладък и не толкова горчив. Във Фландрия и Нидерландия използват за обозначаване на бирата термина „Blond“, във Валония и Франция – „Blonde“. Блонд ейлът се прави от белгийски пилз малц, ароматни малцове, течна захар канди или захароза, белгийски щамове дрожди, произвеждащи сложни алкохол, феноли и аромати, благороден хмел от сортовете Styrian Goldings или East Kent Goldings. Цветът варира от светло до тъмнозлатист, бирата е с много добра прозрачност и образува голяма плътна кремовидна пяна с бял до кремав цвят. Характеризира се с малцова сладост, лек хмелен привкус и богат и пикантен аромат на хмел и сладък малц. Алкохолно съдържание: 6 – 7,5 %. Типични търговски марки са: Leffe Blond, Affligem Blond, La Trappe Blond, Grimbergen Blond, Val-Dieu Blond, Straffe Hendrik Blonde, Paten Lieven Blond Abbey Ale.

## Белгийски дубъл ейл
Белгийски дубъл ейл (Belgian Dubbel Ale) е тъмночервеникав, умерено силен, малцов белгийски ейл. Този вид бира възниква в белгийските и френски абатства през Средните векове, и се възражда през втората половина на ХІХ век. Обикновено се прави с белгийски щамове дрожди, мека вода, белгийский пилзенски или пейл малц, мюнхенски малц, малц Special B за придаване вкус на стафиди, малц CaraMunich за придаване вкус на сушени плодове и други специални малцове. Тъмната течна захар канди придава цвят и вкус на ром и стафиди. Обикновено се използват благороден хмел, английски сортове или хмел от сорта Styrian Goldings. Не се добавят никакви подправки. Дубъл ейлът се характеризира с кехлибарен до медночервен цвят, прозрачност и образува голяма плътна и трайна кремообразна пяна. Вкусът и ароматът са наситени и комплексни, с малцова сладост, с нотки на шоколад, карамел, препечен хляб, стафиди, сливи и сушени череши. Алкохолно съдържание: 6 – 7,5 %. Типични търговски марки са: Westmalle Dubbel, La Trappe Dubbel, Corsendonk Abbey Brown Ale, Grimbergen Double, Affligem Dubbel, Chimay Premiere (червено), Duinen Dubbel, St.Feuillien Brune, New Belgium Abbey Belgian Style Ale, Stoudts Abbey Double Ale.

## Белгийски трипъл ейл
Белгийски трипъл ейл (Belgian Tripel Ale) е силен, светъл белгийски ейл. Наподобява силния голдън ейл, но е малко по-тъмен и с по-пълен вкус. Този вид бира е създаден в траписткото абатство Вестмале. Светлият цвят се дължи на използването на пилзнер малц и до 20 % бяла течна захар канди (или захароза). Обикновено се използва благороден хмел или хмел от сорта Styrian Goldings, както и белгийски щамове дрожди. Цветът е тъмножълт до тъмнозлатист. Има добра прозрачност, образува трайна и голяма кремовидна пяна. Във вкуса и аромата доминира комбинацията от малц, подправки, плодове и алкохол, с нотки на цитрусови плодове и карамфил. Горчивината е от средна до висока, с умерено горчив послевкус. Алкохолно съдържание: 7,5 – 9 %. Типични търговски марки са: Westmalle Tripel, Chimay Cinq Cents (бяло), Val-Dieu Triple, St.Bernardus Tripel, Affligem Tripel, Grimbergen Tripel, La Trappe Tripel, Witkap Pater Tripel, Corsendonk Abbey Pale Ale, St. Feuillien Tripel, New Belgium Trippel, Unibroue La Fin du Monde, Brooklyn Triple, Dragonmead Final Absolution.

## Белгийски златист силен ейл
Белгийски златист силен ейл (Belgian Golden Strong Ale) е златист, шумящ, силен ейл. Той е създаден в белгийската пивоварна „Moortgat“ след Втората световна война в отговор на растящата популярност на пилзнера. Прилича на белгийския трипъл ейл, но е по-светъл и с по-лек вкус. Позовавания на дявола са включени в названията на много марки от този вид бира, намек за високото алкохолно съдържания и признание към прототипа на този вид пиво – „Duvel“. Светлият цвят е резултат от използването на пилзнер малц и до 20 % бяла течна захар канди (захароза). Обикновено се използват благороден хмел или хмел от сорта Styrian Goldings, както и белгийски щамове дрожди, произвеждащи сложни алкохол, феноли и плодови аромати. Цветът е жълт до среднозлатист, има добра прозрачност и образува трайна и голяма бяла пяна. Във вкуса преобладават комплексни плодови, пикантни и спиртни усещания, с нотки на малц. Ароматът е богат и сложен с нотки на плодове – круши, портокали и ябълки. Алкохолно съдържание: 7,5 – 10 %. Типични търговски марки са: Duvel, Hapkin, Lucifer, Brigand, Judas, Delirium Tremens, Dulle Teve, Avery Salvation, North Coast Pranqster, Unibroue Eau Benite.

## Белгийски тъмен силен ейл
Белгийски тъмен силен ейл (Belgian Dark Strong Ale) е тъмен, много силен и опасен ейл. Повечето версии са уникални по своя характер и отразяват спецификите на всяка отделна пивоварна. Трапистките версии обикновено са по-сухи, абатските бири се отличават с по-голяма сладост и пълно тяло. Обикновено се използват белгийски дрождени щамове, произвеждащи сложни алкохоли, феноли и ефири, мека вода, сложна зърнена основа: белгийски пилзенски или пейл малц, малцове от мюнхенски тип за малцов привкус и други специални малцове за придаване специфичен характер на бирата, тъмна течна захар канди за придаване на вкус и цвят и благороден хмел – английски сортове или от сорта Styrian Goldings. Цветът варира от тъмнокехлибарен до тъмно меднокафяв и почти черен („тъмен“ в контекста на този стил се подразбира като „по-дълбоко оцветен в сравнение със златистия силен ейл“). Образува голяма, плътна, кремообразна устойчива пяна с кремав до жълто-кафяв цвят. Комплексни вкус и аромат с богата малцова, значителни естери и алкохол, с нотки на карамел, препечен хляб, стафиди, сушени череши, смокини и сини сливи. Алкохолно съдържание: 8 – 12 + %. Типични търговски марки са: Rochefort 10, Westvleteren 12, Chimay Grande Reserve (синьо), Rochefort 8, St.Bernardus Abt 12, Gouden Carolus Grand Cru of the Emperor, Abbaye des Rocs Grand Cru, Gulden Draak, Kasteelbier, Biere du Chateau Donker.

## Сезон бира
Сезон (Saison) е сезонна лятна бира, тип ейл, която се прави традиционно във Валония, френскоезичната част на Белгия. Това е средно силен до силен ейл с характерен жълто-оранжев цвят, с висока карбонизация, добре охмелен, плодов и сух, който добре утолява жаждата през летните месеци. Съществуват варианти с различно алкохолно съдържание (домашната бира е с алкохолно съдържание около 5 %, типичната експортна бира е – с 6,5 %, както и по-силни версии, с алкохолно съдържание 8 % и повече % об.). С повишаването на алкохола намалява сладостта, като се увеличава горчивината и киселинността на бирата. Цветът най-често е светлооранжев, но може да варира и в златист или кехлибарен. Бирата е със слаба до добра прозрачност, леко мътна, когато е нефилтрирана, силно газирана, и образува плътна, устойчива бяла пяна. Отличава се с плодов, хмелен аромат и пикантен, тръпчив и плодов вкус, с цитрусови нотки на портокал или лимон. Алкохолно съдържание варира от 5 до 8,5 % об. Типични търговски марки са: Saison Dupont, Foret and Moinette Blonde, Fantome Saison(s), Saison de Pipaix and La Folie, Saison Silly, Saison Regal, Saison Voisin, Lefebvre Saison 1900, Ellezelloise Saison 2000, Brooklyn Saison, Southampton Saison, New Belgium Saison.

## Трапистка бира
Трапистката бира (Bière trappiste, Trappistenbier) е бира, произведена от или под контрола на трапистки монаси. В света има общо 174 трапистки абатства, като само осем от тях (шест в Белгия, едно в Нидерландия и едно в Австрия) произвеждат трапистка бира и имат право да поставят върху етикетите на своите бири логото „Автентичен трапистки продукт“, което обозначава спазването на стандартите на „Международната трапистка асоциация“. Трапистката бира е вид ейл, попадащ в стиловете белгийски специален ейл и белгийски силен ейл. Терминът „трапистка бира“ е родов и описва източника на тези бири, като продукт на трапистки пивоварни, а не на определен стил бира. В действителност, бирите на различните трапистки манастири се различават значително и не са хомогенна група. Цветът им варира от сламено-бял до тъмнокафяв. Като алкохолно съдържание, те са по-силни – алкохолът варира от около 7 % до 12 %, за разлика от около 5 % при типичните лагери.
Въпреки че се придържат към историческите традиции, трапистките пивоварни днес до голяма степен са модернизирани, като част от работещите в тях са пивовари професионалисти, наети от съответното абатство. Те разполагат с модерни пивоварни съоръжения, информационно оборудване и добре разработени уеб сайтове. Независимо от това трапистките пивоварни остават верни на високото качество на произвежданата от тях бира.
Монасите-пивовари използват при производство на бирата специални дрожди, които предизвикват горна ферментация при висока температура. Бирата доферментира и отлежава в бутилки. В някои абатства по време на производството добавят течна захар, която повишава допълнително алкохолното съдържание. По-силните трапистки бири се отличават с богат и плътен вкус, а своя маслено-плодов аромат придобиват благодарение на високотемпературната ферментация и използването на различни сортове хмел.
Шестте действащи трапистки пивоварни в Белгия са: Вестмале, Вестфлетерен, Шиме, Рошфор, Орвал и Ахел.
Производство на трапистките пивоварни в Белгия по данни към 2006 г.:
| Бира         | Име на пивоварната                     | В п-во от | Марки бира                                                                                | Год.п-во (в hL)   |
| ------------ | -------------------------------------- | --------- | ----------------------------------------------------------------------------------------- | ----------------- |
| Chimay       | Bières de Chimay                       | 1863      | Chimay dorée (4,8%), Rouge (7%), Triple (8%), Bleu (9%)                                   | 120 000 hL (2006) |
| Orval        | Brasserie d'Orval                      | 1931      | Orval (6,2%), Orval Vert (3,5%), Hausbier (1%)                                            | 45 000 hL (2006)  |
| Rochefort    | Brasserie de Rochefort                 | 1899      | Rochefort 6 (7,5%), Rochefort 8 (9,2%), Rochefort 10 (11,3%)                              | 20 000 hL (2006)  |
| Westmalle    | Brouwerij der Trappisten van Westmalle | 1836      | Dubbel (7%), Tripel(9,5%), Extra (<7%)                                                    | 120 000 hL        |
| Westvleteren | Brouwerij Westvleteren                 | 1838      | Westvleteren 6 (5,8%), Westvleteren 8 (8%), Westvleteren 12 (10,2%)                       | 4800 hL (2006)    |
| Achel        | Brouwerij de Achelse Kluis             | 1998      | Blonde (5%), Brune (5%), Blonde (8%), Brune (8%), Blfnde Extra (9,5%), Brune Extra (9,5%) | 2000 hL (2006)    |

## Абатска бира
Абатска бира (Abdijbier, Bière d'abbaye) е родово наименование за вид бира в стил белгийски силен ейл, произведена в трапистки стил, която обаче се прави от нетрапистки или от търговски (светски) пивоварни. Терминът „абатска бира“ е въведен, за да се забрани на не-трапистките пивоварни да използват обозначението „трапистка бира“, а и да се отграничат в отделна категория всички останали бири в трапистки стил. Всички абатски бири са от типа белгийски ейл, направени по метода на горната ферментация. През 1999 г. Съюзът на белгийските пивовари (Unie van de Belgische Brouwers) утвърждава марка и лого „Призната белгийска абатска бира“ (на холандски:Erkend Belgisch Abdijbier, на френски: Bière Belge d'Abbaye Reconnue), ползването на които се предоставя на конкретни пивоварни при определени условия. Логото изобразява стилизирана чаша с кафява бира, вписана в готически прозорец-арка. Логото може да бъде използвано при наличието на определени условия.
- За абатските бири, които са съществували през 1999 г.:

1. Пивоварната да е член на Съюза на белгийските пивовари.
2. Пивоварната да има определена връзка със съществуващо или бивше абатство.
3. Пивоварната да заплаща отчисления за благотворителни или културни цели на абатството или на фондация, свързана с бивше абатство.
4. Абатството или фондацията да имат право да упражняват определен контрол по отношение на рекламата и предлагането и на пазара.
- За абатски бири, които са на пазара след 1999 г.:

1. Пивоварната да е член на Съюза на белгийските пивовари.
2. Бирата се вари и се продава от съществуващи нетрапистки абатства, или по лиценз от промишлени пивоварни, предоставен въз основа на договор със съответно абатство.
3. Пивоварната да заплаща отчисления за благотворителни или културни цели на абатството.
4. Бирата да има исторически корени, което означава, че абатството е произвеждало бира в миналото.
5. Абатството или фондацията, която управлява или поддържа имота на историческо абатство, да имат право да упражняват определен контрол по отношение на рекламата и предлагането на бирата на пазара.

## Бирени фестивали
В Белгия се провеждат няколко бирени фестивала, сред които по известни са:
- BAB festival, ежегоден, през ноември, в Брюж;
- The festival, ежегоден, всяка пролет, в Льовен;
- The Belgian Beer Weekend, в Брюксел;
- Karakterbieren Festival, в Поперинге;
- The Beer Passion weekend, ежегоден, през юли, в Антверпен

## Интересни факти
- В случай, че в отдела за бири на всеки белгийски супермаркет са представени по-малко от 20 различни марки бира, всеки потребител може да подаде жалба в Комисията за защита на потребителите.
- Бутилките за бира с по-голяма вместимост, имат свои наименования, по имената на вавилоно-асирийските царе: от 1,5 литра – Magnum; 3 литра – Jeroboam; 4,5 литра – Rehoboam; 6 литра – Methuselah; 9 литра – Salmanazar; 12 литра – Balthazar, и от 15 литра – Nebuchadnezzar.
- 2005 г.е обявена в Белгия за Година на бирата.